# Эфиопские горные луга и редколесья
Эфиопские горные луга и редколесья — густонаселённый высокогорный экорегион, по большей части находящийся в Эфиопии и простирающийся до Эритреи и Судана, при этом охватывая столицу Эфиопии Аддис-Абебу и столицу Эритреи Асмэру. Очень густонаселён, потому что содержит лучшие пахотные земли в Эфиопии. Плотность населения составляет от 100 до 400 человек на км², большая их часть занимается натуральным хозяйством. Статус сохранности экорегиона оценивается как критический.

## Геология и ландшафт
Геологически область состоит из докембрийского фундамента, составляющего субстрат горных лесов на юго-западе Эфиопии и Эритреи и в большинстве мест перекрытого мощными потоками третичной базальтовой лавы. Мезозойские породы образуют выходы на поверхность юго-восточной части Эфиопского нагорья. Высота региона над уровнем моря колеблется от 1800 до 3000 м.

## Климат
На климат региона влияет внутритропическая зона конвергенции. При её перемещении на север в период с мая по октябрь с Индийского океана поступает тёплый воздух, что вызывает дожди на южном склоне Эфиопского нагорья. В остальное время, когда внутритропическая зона конвергенции находится к югу от региона, дуют ветры с Красного моря на север и восток. Эти ветры содержат меньше влаги, которая в основном приходится на северную сторону региона.
Больше всего осадков выпадает на юго-западные уступы высокогорья, здесь их количество может доходить до 2500 мм в год. На остальной большей части региона это число обычно составляет 1600 мм.

## Флора и фауна
В регионе наблюдается высокий уровень эндемизма флоры и фауны, это произошло после окончания ледникового периода 11 000 лет назад, что также повлияло на видообразование, особенно среди растений. На высоте 2000—2500 м преобладают туманные леса, в них произрастают растения рода хагения, афрокарпус серповидный и можжевельник стройный. На высотах 2300—2700 м находятся горные леса с произрастающими там видами Syzygium guineense, а также можжевельником стройным и маслиной африканской.
Различные высокогорные регионы, как и этот, известны большим разнообразием мелких млекопитающих. Конкретно в этом экорегионе насчитывается более 10 эндемичных видов. Среди почти эндемичных видов птиц здесь обитают Myrmecocichla melaena и Crithagra ankoberensis. Также регион служит убежищем для крупных животных, например, эфиопского козла, горной ньялы и гелады. Также обитают 5 видов почти эндемичных рептилий и по крайней мере 10 видов эндемичных и почти эндемичных амфибий. Среди других обитателей: павиан анубис, восточный колобус, обыкновенный шакал, леопард, каракал, лев, пятнистая гиена, сервал, кустарниковый дукер, кистеухая свинья.
Ряд эндемичных видов животных также находится под угрозой исчезновения, среди них два вида птиц: Crithagra ankoberensis и Sarothrura ayresi.
Большинство растений и животных, обитающих в этом регионе, демонстрируют определённые адаптации к холодному горному климату. К примеру почти эндемичный вид гелада имеет густую шубу.

## Деятельность человека
Деятельность проживающего в экорегионе населения оказывает на него сильное влияние. Уже к началу двадцатого века только 5 % Эфиопского нагорья были засажены деревьями, считается, что ранее их количество было гораздо выше, сегодня деревья покрывают менее 1 % от нагорья. Всё это было вызвано деятельностью человека. Единственным оставшимся местом, где можно найти образцы нетронутой растительности, является национальный парк Горы Бале, хотя даже этот район часто подвергается опасности из-за деятельности человека — на его территории проживает около 2500 человек и 10 500 голов скота.

## Провинции, полностью или частично расположенные в экорегионе
- Судан: Красное Море;
- Эритрея:Ансэба, Гаш-Барка, Дэбуб, Маэкель, Сэмиэн-Кэй-Бахри;
- Эфиопия: Амхара, Афар, Бенишангуль-Гумуз, Гамбела, Регион народов юго-запада Эфиопии, Регион наций, национальностей и народов Юга, Оромия, Сидама, Сомали, Тыграй.